# 가와노 주리
가와노 주리(일본어: 河野 朱里, 1996년 12월 16일 ~ )는 일본의 여자 축구 선수이다.

## 구단 경력
2019년, INAC 고베 레오네사에 입단하였다. 2020년 AS 엘펜 사이타마로 이적했다. 2023년 요코하마 FC 시걸스로 이적했다.

## 국가대표팀 경력
그녀는 2016년 FIFA U-20 여자 월드컵에 참가할 일본 U-20 국가대표팀에 발탁되었으며, 3경기에 출전, 3위에 기여했다.